# Bohuslavice nad Vláří (stacja kolejowa)
Bohuslavice nad Vláří – stacja kolejowa w Bohuslavicach nad Vláří, w kraju zlińskim, w Czechach. Jest stacją końcową linii z Uherské Hradiště. Znajduje się na wysokości 335 m n.p.m.
Na stacji istnieje możliwość zakupu biletów na wszystkiego rodzaju pociągi oraz rezerwacji miejsc.

## Linie kolejowe
- 341 Staré Město u Uh.Hradiště – Vlárský průsmyk